# Breviken Golf & Hotell
Breviken Golf & Hotell är omstart av gamla klassiska Karlsborgs Golfklubb. Karlsborgs GK var den 61:a klubben i Sverige att grundas. Under 2005 återtog militären marken där banan låg. Därav togs chansen att starta om på nytt. Ny bra sandmark hittades snart och den nya banans placering blev idealisk mellan Tibro, Hjo och Karlsborg. Den ligger med utsikt över Vätterns västra strand. Banans 18 hål blev klara under 2007.